# Tipula shennongana
Tipula shennongana är en tvåvingeart som beskrevs av Yang 1992. Tipula shennongana ingår i släktet Tipula och familjen storharkrankar. Inga underarter finns listade i Catalogue of Life.